# 男性の肖像 (デューラー、プラド美術館)
『男性の肖像』（だんせいのしょうぞう、西: Retrato de hombre、英: Portrait of a Man) は、ドイツのルネサンス期の巨匠アルブレヒト・デューラーが板上に油彩で描いた肖像画で、画家の代表的傑作の1つである。画面下部右側に制作年が記されているものの、最後の数字は判別が困難である。多くの研究者は「4」とするが、所蔵先のマドリードのプラド美術館では様式的特徴から「1」とし、1521年の制作としている。モデルの人名について候補は上がっているが、誰であるかは不明である。作品はスペインの王室コレクションに由来し、1827年以来、プラド美術館に展示されている。

## 作品
本作は、デューラーの1498年の『自画像』 (プラド美術館) とともに1632年にニュルンベルク市からイングランド王チャールズ1世に贈られた肖像画であるとされる。しかしながら、チャールズ1世の処刑後、王のコレクションが競売に付された際、デューラーの2点の作品を購入したルイス・メンデス・デ・アロの書類には「自画像」と「画家の父の似姿」(デューラーの父の肖像の複製が現在、ナショナル・ギャラリー (ロンドン) に所蔵されているが、その制作年は1497年とされている) と記載されている。ルイス・メンデス・デ・アロは1654年に2作品をフェリペ4世 (スペイン王) に贈った。
この絵画の制作年については異なった見解がある。前述のように画面上に記された制作年の最後の数字を「4」とすれば、1524年の制作ということになる。一方、本作の様式は、デューラーが1521年5月までネーデルラントで制作した肖像画、または同年の後半にネーデルラントからニュルンベルクに帰郷してから制作した肖像画に類似している。画家は画業の初期に顔と手に焦点を当てる半身の肖像画を制作したが、1500年以降はその作風を放棄した。それ以降は、例外的に1519年に制作した『皇帝マクシミリアン1世の肖像』 (美術史美術館、ウィーン) や1520-1521年のネーデルラント滞在中の肖像画でのみ、そうした半身の肖像画の形式に立ち戻った。1522年以降、デューラーは胸像のみを描いているので、もし本作が1524年の制作ということになれば例外的なものとなる。
さらに、本作の仕上げは非常に入念で、事物の質感を捉えることに大きな注意が払われている。この点で、デューラーは1521年までのネーデルラント滞在中にクエンティン・マサイスの作品に影響を受け、競おうとしてしたため、本作をネーデルラント滞在中、またはその直後のニュルンベルク帰郷後の制作と推測するのは理にかなっている。
デューラーが神聖ローマ皇帝マクシミリアン1世の肖像画家に登用されたのは、モデルの人物の身体的特徴を正確に捉えるだけでなく、その気質までも表現する鋭い観察力が認められたからである。本作では、青みがかった暗色の背景に特定化されていない人物の4分の3正面向きの姿が捉えらている。左側から差し込む光がモデルの顔と手を浮かび上がらせ、彼の影を右側の背景 (画家のモノグラムと制作年が記されている) に投げかけている。大きな帽子が射抜くような視線とエネルギッシュな性格の人物の顔を際立させる。鑑賞者の視線はまた、人物の手、とりわけ左手にある巻物にも引き寄せられるが、巻物は間違いなく彼の社会的立場を表すものである。
モデルの人物については諸説があるが、贅沢な衣服や手に携えた書類から画家の庇護者ヨース・パンケルフト、あるいは高位の役人と考えられている。そうした人物として、1522年に亡くなったニュルンベルク市議会議員のハンス・イムホフ (Hans Imhoff)、財務官ロルンツ・シュテルク (Lornz Sterk)、画家のアントウェルペン滞在時代の家主ヨプスト・プランフェルト (Jobst Planfelt) の名が挙げられている。

## ギャラリー

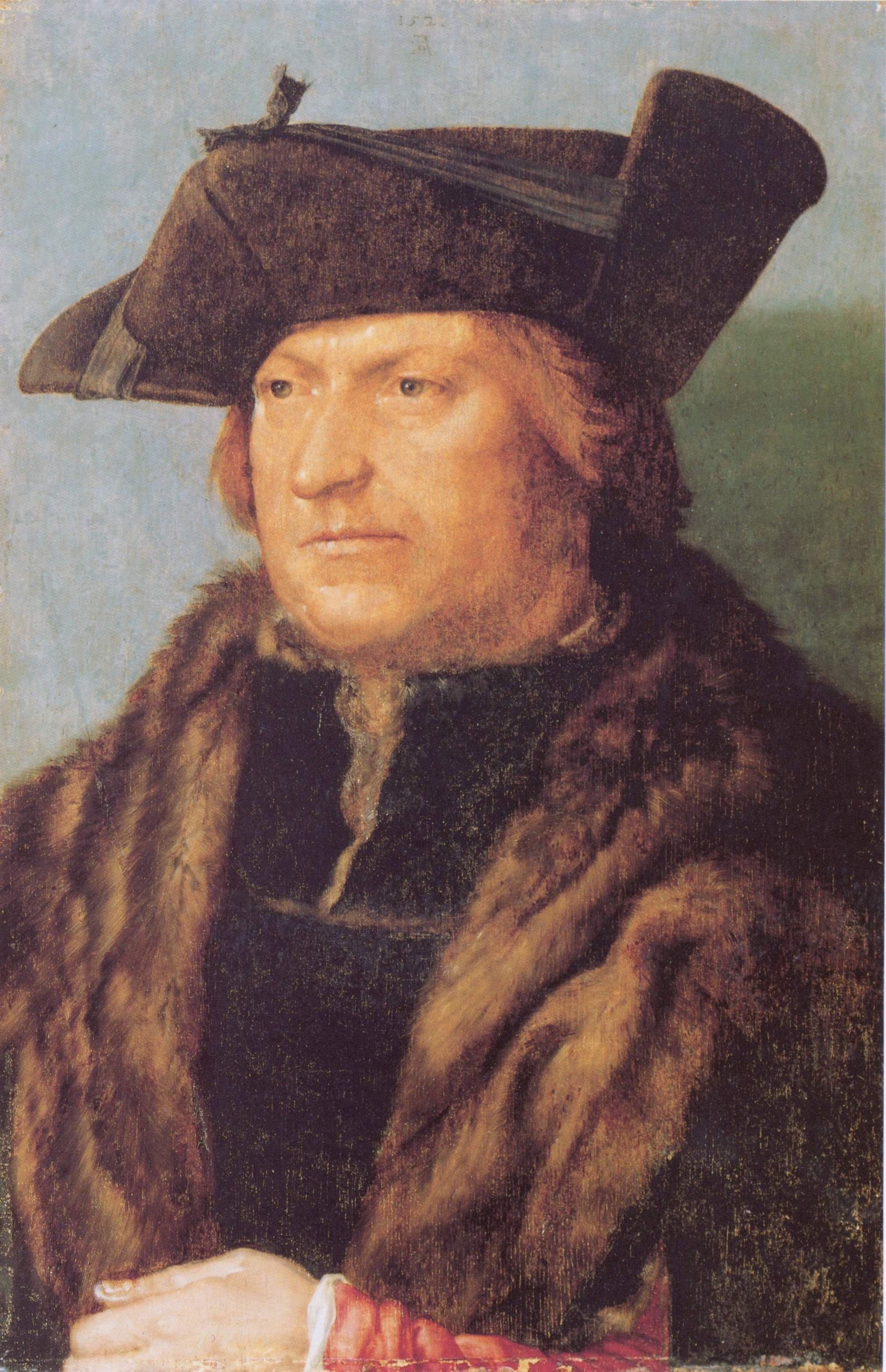
『男性の肖像』(1521年) イザベラ・スチュワート・ガードナー美術館 (ボストン)
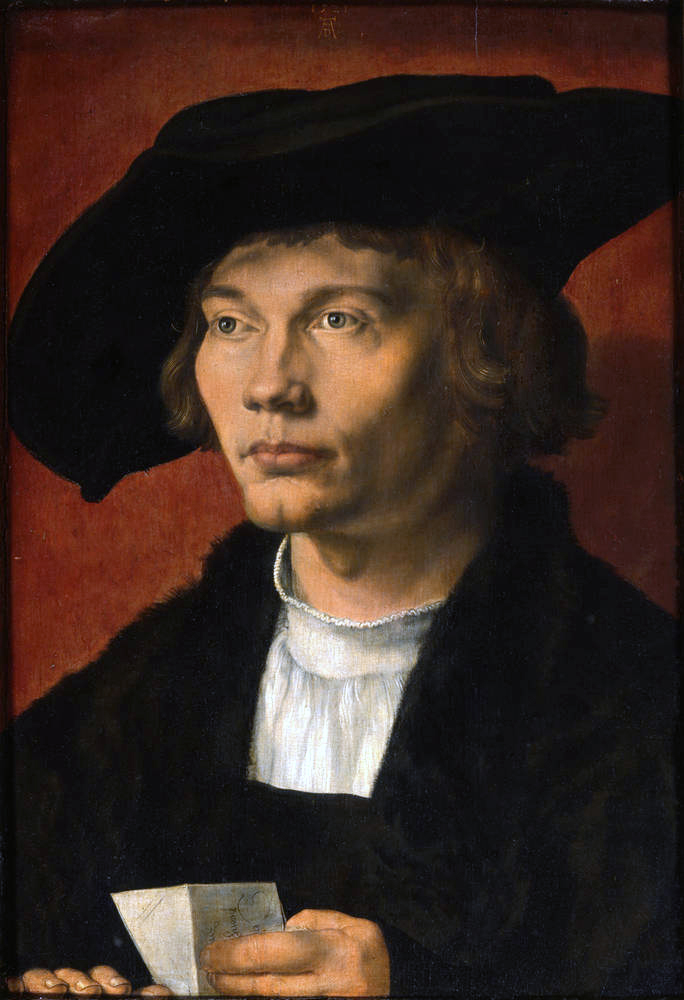
『ベルンハルト・フォン・レーゼンの肖像』(1521年) アルテ・マイスター絵画館　(ドレスデン)
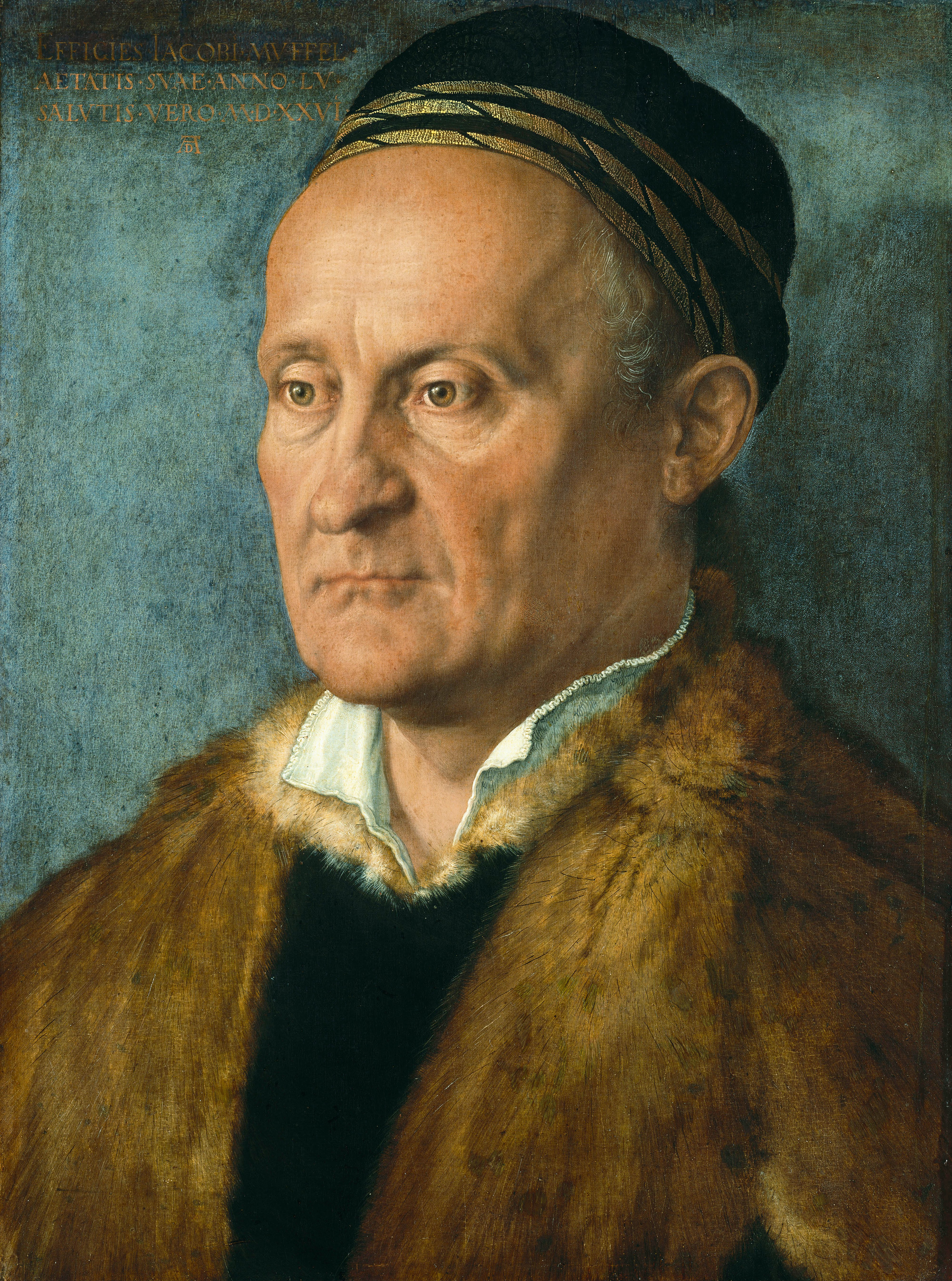
『ヤコプ・ムッフェルの肖像』 (1526年) 絵画館 (ベルリン)
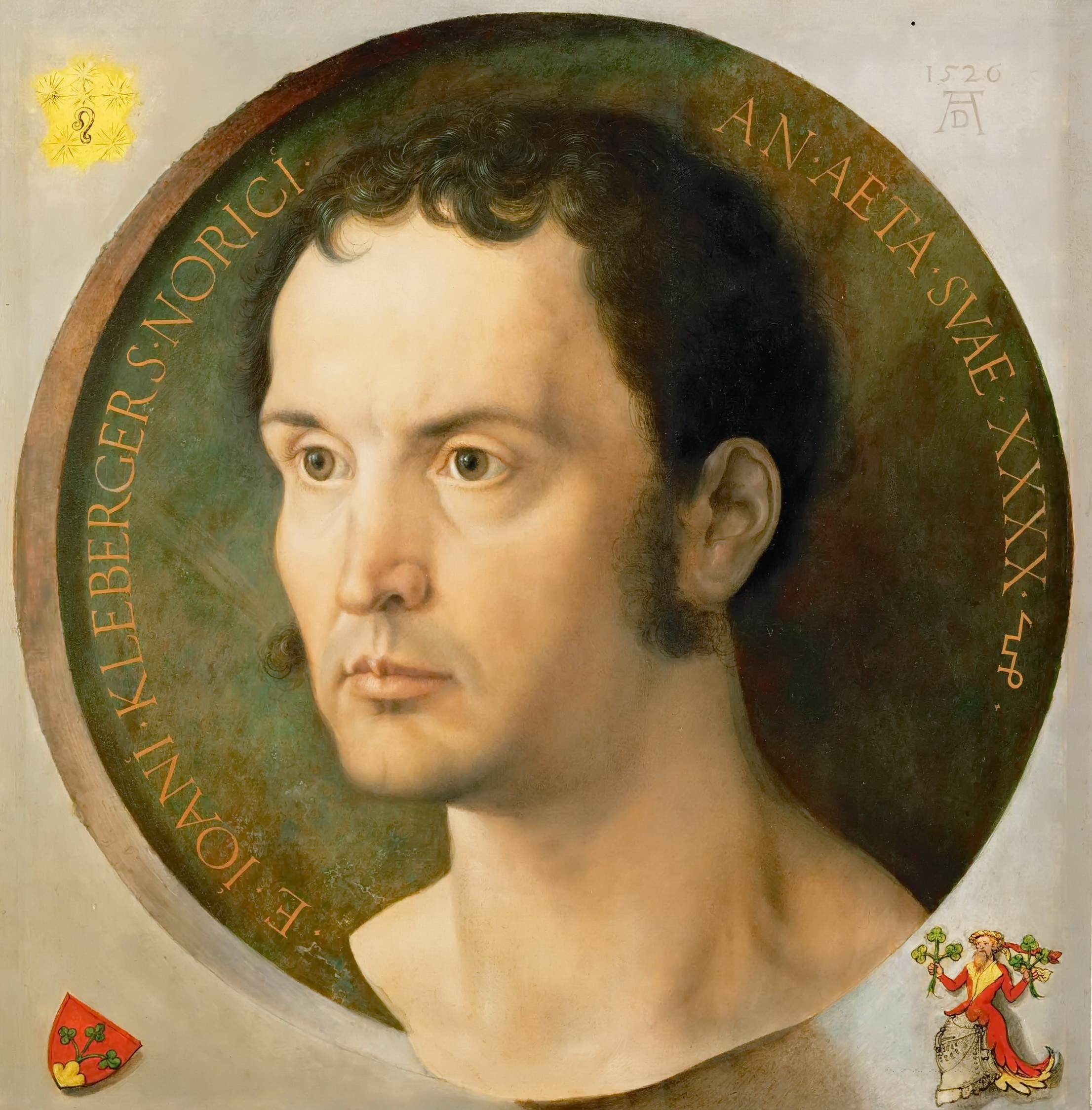
『ヨハン・クレーベルガーの肖像』 (1526年) 美術史美術館 (ウィーン)